# 代名詞
代名詞（だいめいし）とは、名詞または名詞句の代わりに用いられる語である。通常は名詞とは異なる品詞と見なすが、名詞の一種とされることもある。
例えば「私」「あなた」「彼」などがそうである。人称代名詞、指示代名詞、疑問代名詞、関係代名詞、再帰代名詞、相互代名詞、不定代名詞、否定代名詞などに分類される。日本語では、自立語で、活用はしない。体言の一つ。
日常語では「代名詞」という言葉は「誰々は怠け者の代名詞だ」のように典型例の意味で用いられるが、本来の代名詞とは関係がない。

## 人称代名詞
人称代名詞は話し手、受け手、および談話の中で指定された人や物を指す代名詞である。
一般に、話し手を指す一人称、受け手を指す二人称、それ以外の人、物を指す三人称に分けられ、数が区別されることが多い。一部の言語では、性も区別する。また、一部の言語（例えばアイヌ語）で、この三種類のどれとも文法的に異なる人称（一人称複数包括形、不特定の一般の人に関する表現など）を四人称と呼ぶことがある。フランス語では一般の人を表すのに三人称単数の代名詞「on」が用いられるが、これは文脈に応じて一人称または二人称の意味で用いられることも多い。
敬意や社会的な遠近により代名詞を使い分けることがある。例えばヨーロッパの諸言語では、一般に聞き手を表す代名詞に親称と敬称の二つがある。フランス語では二人称単数「tu」の代わりに二人称複数「vous」を敬称として用いる。ドイツ語では二人称単数「du」および二人称複数「ihr」の代わりに三人称複数「sie」と同じ発音の「Sie」を用いる（最初の字を大文字にする）。イタリア語では、二人称単数「tu」の代わりは三人称単数女性「lei」が敬称である。以前は二人称複数「voi」が使われていたが現在は「lei」を使う。英語はかつてフランス語と同じように、二人称複数の「you」を二人称単数「thou」の代わりに用いたが「thou」が廃れてしまった。
一人称複数を、聞き手を含む場合（包括形）と聞き手を含まない場合（除外形）とで区別する言語がある。例えばインドネシア語では包括形が「kita」、除外形が「kami」である。中国語の普通話では包括形が「咱们」（咱們）、包括・除外どちらにも使えるのが「我们」（我們）である。
中国語では、三人称単数は「tā」で表すが、現代以降、欧米語に倣って性別などにより「他」（男性または不明）、「她」（女性）、「牠」（動物）、「祂」（神）、「它」（その他）と漢字を書き分けることがある。
日本語の場合、体系上の人称代名詞は「われ（我）」「なれ（汝）」「かれ（彼）」「たれ（誰）」であるが、実際には人称代名詞は敬語法などの待遇表現と密接に結び付いており、西洋語の人称代名詞のような使い方はできない。指し示される人物との社会的関係や場面によって、「自分」「あなた」などの人称代名詞を使い分けたり、「先生」、「社長」、「おじいさん」のような社会的身分を表す語で代用したりしなければならない。同様の複雑な人称代名詞の用い方は、ベトナム語、マレー語、ペルシア語などにも見られる。
人称代名詞は概して時代による変化が激しい。かつて上流で用いられた日本語の「貴様」は、口頭語に移行するとともに尊敬の意味が薄れ、一人称の「手前」が音変化とともに二人称に転じたなどがある。体系上の人称代名詞も例外ではなく、「われ」「なれ」は既に共通語の口語としては廃れ、元来性別と関係なかった「かれ」は男性に限定されるとともに恋人（男性）を指す用法も生じている。

## 指示代名詞
指示代名詞は現場にあるものや文脈・記憶の中のものを指して用いる代名詞である。近称・遠称を使い分ける体系（英語のthis・thatや中国語の这（這）・那など）や、近称・中称・遠称と呼ばれる 3 系列を使い分ける体系（日本語のコ・ソ・アや朝鮮語の이・그・저など）がある。日本語では「これ」「あちら」「そこ」など。 指示語の項を参照。

## 再帰代名詞
再帰代名詞は主語など、その文のなかで先に現れた要素と同一指示であることを示す代名詞である。

## その他
「誰々のもの」を表す英語の「mine」「yours」「ours」などやフランス語の「le mien」「le tien」「le nôtre」などを所有代名詞と呼ぶ。
英語では所有限定詞（「my」「your」「our」など）を「人称代名詞の所有格」ということもある。またドイツ語ではこれに当たるもの（「mein」「dein」「sein」など）を「所有代名詞」と呼ぶ（代名詞の属格とは区別される）。正しくはこれらは冠詞と同じ限定詞であり、代名詞のように名詞や名詞句を置き換えるものではない。
英語の修飾語としての「this」「that」、フランス語「ce」「cette」、ドイツ語「dieser」なども限定詞に含まれ、指示限定詞と呼ばれる。